# Micronemacheilus zispi
Micronemacheilus zispi är en fiskart som beskrevs av Prokofiev 2004. Micronemacheilus zispi ingår i släktet Micronemacheilus och familjen grönlingsfiskar. Inga underarter finns listade i Catalogue of Life.